# Article 26 du traité sur le fonctionnement de l'Union européenne
L’article 26 du traité sur le fonctionnement de l'Union européenne est une disposition créant le marché intérieur.

## Disposition
L'article 26 dispose :

« 1. L'Union adopte les mesures destinées à établir ou assurer le fonctionnement du marché intérieur, conformément aux dispositions pertinentes des traités.
2. Le marché intérieur comporte un espace sans frontières intérieures dans lequel la libre circulation des marchandises, des personnes, des services et des capitaux est assurée selon les dispositions des traités.
3. Le Conseil, sur proposition de la Commission, définit les orientations et conditions nécessaires pour assurer un progrès équilibré dans l'ensemble des secteurs concernés. »

## Contenu et analyse
L'article 26 TFUE crée un marché intérieur qui est défini comme « un espace sans frontières intérieures dans lequel la libre circulation des marchandises, des personnes, des services et des capitaux est assurée ». La Cour de justice des Communautés européennes a analysé, dans les affaires 90/63 et 91/63, cette disposition comme signifiant que ces Quatre libertés ne devaient pas être entravée et que par conséquent, un « nouvel ordre juridique » était créé,. Ce nouvel ordre légal fait partie intégrantes des systèmes juridiques des États membres et lie les cours nationales,. Les sujets de ce nouvel ordre juridique sont les États membres et leurs citoyens.

## Sources